# فيلق الجيش العاشر (الفيرماخت)
فيلق الجيش العاشر (X. Armeekorps) فيلق في الجيش الألماني خلال الحرب العالمية الثانية. تم تشكيلها في منتصف مايو 1935 من فرقة الفرسان.
بعد تعبئة 28 أغسطس 1939، تم نشر الفيلق تحت قيادة الجنرال فيلهلم أوليكس على الجناح الأيمن من الجيش الثامن (بقيادة الجنرال بلاسكويتز ) خلال الحملة البولندية. بعد المشاركة في معركة بزورا، تم نقل الفيلق إلى وارسو. انتقل بعد ذلك إلى أوروبا الغربية وتمركز في النهاية في نورماندي.
في أبريل 1941 تم نقل الفيلق إلى بروسيا الشرقية للمشاركة في عملية بارباروسا كجزء من الجيش السادس عشر في الجيش جروب نورث. بدأ غزو روسيا في 22 يونيو التالي.
في عام 1942 كان المحاصرا في جيب ديميانسك بالقرب من لينينغراد، وتحيط به القوات السوفيتية وقطع لعدة أشهر عن بقية الجيش. تم تزويدهم جوا حتى تتمكن القوات الألمانية من اختراقها.

## القادة
- الفرسان العام ( الجنرال دير كافاليري ) فيلهلم كنوتشينهاور، مايو   1935 - يونيو   1939
- اللفتنانت جنرال جينيرال لوتنانت إريش لودك، 29.   26 يونيو.   أغسطس 1939
- المشاة العامة ( الجنرال دير إينفانتيري) فيلهلم أوليكس، 26.   أغسطس - أكتوبر 1939
- المدفعية العامة ( الجنرال دير أرتيليري ) كريستيان هانسن، 15.   أكتوبر 1939 - مايو   1942
- تانك جنرال ( جنرال دير بانزتروب) أوتو فون نوبلسدورف، مايو - يونيو 1942
- المدفعية العامة (الجنرال دير أرتيليري) كريستيان هانسن، جوني   1942 مكرر 1.   جولي 1943
- اللفتنانت جنرال جينيرال لوتنانت أوتو سبونهايمر، 1.   جولي - 31.   يوليو 1943 أف ب
- المدفعية العامة ( الجنرال دير أرتيليري ) كريستيان هانسن ، 1   أغسطس - 4   نوفمبر 1943
- المشاة العامة ( الجنرال دير إينفانتيري ) توماس اميل فون Wickede ، 4   نوفمبر 1943 - 23   يونيو 1944
- المشاة العامة ( الجنرال دير إينفانتيري) فريدريش كوخلينغ، 25   3 يونيو   سبتمبر 1944
- المشاة العامة ( الجنرال دير إينفانتيري ) هيرمان Foertsch 21   سبتمبر - 21   ديسمبر 1944
- اللفتنانت جنرال جينيرال لوتنانت يوهانس ماير، 21 - 27   ديسمبر 1944
- المدفعية العامة ( الجنرال دير أرتيليري) سيغفريد توماسكي، 27   ديسمبر 1944 - مايو   1945